# Franz Blumenberg

Autograph von Franz Blumenberg, 1899

Franz Michael Blumenberg (* 7. Februar 1869 in Remagen; † 1. Juni 1940 in Köln) war ein deutscher Musikdirektor und Komponist.

## Leben
Blumenberg wurde in Remagen geboren und ließ sich in Köln dauerhaft nieder, wo er als Komponist und Musikdirektor bis zu seinem Tode wirkte. Von ihm stammen mehrere Lieder (zum Beispiel Rheinlands Grüß an den Kaiser, auch als Liedpostkarte vertrieben oder mehrere Lieder nach Gedichten und Texten von Heinrich Heine), Märsche (beispielsweise Sieges-Marsch und Funkenmarsch) und Chöre, die heute kaum noch gespielt werden. Bekannt wurde er besonders in Studentenkreisen durch die Herausgabe des Kleinen Kommersliederbuchs. Ausgewählte Kommerslieder für Klavier bearbeitet, das um 1920 in Köln erschien.
Im Jahre 1905 wurde Franz Blumenberg als einer der fruchtbarsten und populärsten Komponisten der Gegenwart bezeichnet.
1930 wurde Franz Blumenberg Ehrenmitglied des 1902 gegründeten und noch heute bestehenden Heimatverein Alt Köln e. V., Verein zur Pflege kölnischer Geschichte, Sprache und Eigenart. Zum 1. März 1932 trat er der NSDAP bei (Mitgliedsnummer 980.161).
Blumenberg hatte 1902 Helene Elisabeth Philippi im Londoner Stadtteil Holborn geheiratet. Er verstarb im Alter von 71 Jahren an Koronarsklerose in seiner Kölner Wohnung.

## Werke (Auswahl)
- Mein süßes Lieb, wenn du im Grab, Op. 75 (nach dem Text von Heinrich Heine)
- Schöne Wiege meiner Leiden, Op. 107 (nach dem Text von Heinrich Heine)
- Mein Liebchen, wir saßen beisammen, Op. 157 (nach dem Text von Heinrich Heine)
- Der Totentanz, Op. 158 (nach dem Text von Heinrich Heine)
- Ich hab' im Traum geweinet, Op. 162 (nach dem Text von Heinrich Heine)
- Weihnachts-Album für Gesang und Klavier, Op. 482, Leipzig, Wilhelm Gebauer, um 1910
- Edition Gerdes No. 12. G.G. 227. Das junge Geschwisterpaar Frere et soeur-Brother and Sister. Die schönsten Opernmelodien. Klavier zu vier Händen, Köln
- Kleines Kommersliederbuch. Ausgewählte Kommerslieder für Klavier bearbeitet, Köln, um 1920

## Nachlass
Im Historischen Archiv der Stadt Köln befindet sich heute der schriftliche Nachlass von Franz Blumenberg in Form einer Mappe mit persönlichen Unterlagen aus seinem Leben und einer Auswahl seiner Werke.